# Dirk Fasse
Dirk Fasse (* 1962 in Celle) ist ein deutscher Polizist und seit 2021 Polizeipräsident der Polizei Bremen. Er folgte in dieser Funktion auf Lutz Müller, dessen Vertreter er seit 2012 war.

## Biografie
Fasse begann seine Ausbildung bei der Polizei Bremen 1980 und wurde anschließend in verschiedenen Direktionen verwendet. 1988 erwarb er durch das Studium an der Hochschule für Öffentliche Verwaltung Bremen die Laufbahnbefähigung für den gehobenen Polizeivollzugsdienst. Wenige Jahre später übernahm er nach dem Aufstiegslehrgang zum Höheren Dienst an der Deutschen Hochschule der Polizei die Leitung des Rauschgiftkommissariats. Er war Polizeiführer, Dozent an der Fachhochschule sowie stellvertretender Leiter der Kriminalpolizei. 2009 wurde er Leiter der Schutzpolizei und im März 2012 Polizeivizepräsident. In dieser Funktion übernahm er im Wesentlichen die Führung nach innen und überließ dem Polizeipräsidenten, Lutz Müller, weitestgehend die repräsentativen Aufgaben.
Als Lutz Müller am 20. März 2020 die Leitung des Bremer  Landeskrisenstabes zur Bekämpfung der COVID-19-Pandemie übernahm, führte Fasse die Polizei Bremen.
Müller gab das Amt des Polizeipräsidenten 2021 ab, um sich auf die Aufgaben als Leiter des Krisenstabes konzentrieren zu können. Die Innenbehörde schrieb seine Stelle daraufhin aus, da die bisherige Doppelfunktion Müllers „nur über einen gewissen Zeitraum, nicht aber auf Dauer“ funktioniere. Die Polizei brauche einen Präsidenten, „der aktiv und gestaltend in die Geschicke einer so großen Behörde“ eingreife.

Fasse wurde am 12. Mai 2021 Polizeipräsident.

## Privates
Fasse ist verheiratet und hat zwei Kinder. Er engagiert sich im Lions Club Lilienthal, dessen Präsident er 2012 war.